# Giorgio Buratti
Giorgio Buratti (Milano, 21 maggio 1935 – 21 marzo 2022) è stato un contrabbassista italiano.
A 13 anni impara l'armonica come autodidatta, allo stesso modo impara il contrabbasso che studierà poi con i maestri Franco Cerri e Luigi Casasco.

## Carriera
Nel 1940 la madre Miranda gli fa ascoltare dischi a 78 giri di Duke Ellington, Al Jolson, George Gershwin. Nel 1948 il padre gli regala un'armonica a bocca e Giorgio scopre il jazz suonando Body and Soul, Solitude, Mood Indigo, Lover Man. L'anno dopo entra nel suo primo gruppo, un quartetto di armonica a bocca, nello stesso anno conosce Raffaella che sarà la compagna della sua vita. Nel 1950 prende parte al Jam Session al Santa Tecla col trombettista Benny Bailey e il bassista Al King, sarà proprio King a fargli apprezzare il contrabbasso che suonerà con Enzo Jannacci e Gigi Concato (papà di Fabio). Negli anni successivi suona con L. Allievi, Luigi Tognoli ed il trombonista L. La Neve, Franco Cerri con cui suona alla "Taverna Messicana", Bogani, Renato Sellani, Henry Wright, Nicola Arigliano, Giulio Libano, Livio Cerveglieri, Gianni Cazzola, Gilberto Cuppini, in seguito inizia a far parte stabilmente de "Gil Cuppini quintet" con Sergio Fanni, Eraldo Volontè ed Ettore Righello il cui sodalizio durerà sino al 1961.
Conclusa l'esperienza con i Gil Cuppini Quintet Buratti suona in molti gruppi, finché nel 1987 si dedica al "Jazz Workshop" nell'ambito del "Living House" Centro Culturale Musicale creato e gestito dallo stesso Buratti dal 1981 al 1995. Nel 2000 e nel 2001 collabora col pianista A. Fabiani.

## Altre attività jazzistiche
Nel 1960 e nel 1962 prende parte a 2 edizioni de "La coppa del Jazz" indette dalla RAI con Cuppini e con i "New Jazz Stars" (di Santucci, Scoppa, Lama, Podio, Petrin).
Nel 1970 e 1972 compone musiche elettroniche di scena per il Teatro Litta per la rappresentazione de "la fuga e l'appuntamento" di Jonescu con Paola Borboni.
Nel 1972-73 realizza per la DURIUM il disco "L'estate brucia la malinconia" con le poesie di B. Vilar e musiche composte ed eseguite in duo con Palumbo.

## Premi e riconoscimenti
- 1960 1º premio la Coppa del Jazz con il quintetto di Gil Cuppini.
- 1961 la RAI registra e trasmette 45 brani di jazz come premio al Gil Cuppini Quintet.
- 1963 1º premio al Festival del Jazz Contemporaneo di Foligno al G.Buratti Quartet.
- 1973 premio E. di Montediana per il disco "L'estate brucia la malinconia" con poesie di B. Vilar.
- 1973 disco d'oro per disco "I Feel Sexy".
- 1973 Ambrogino d'oro per l'impegno artistico dimostrato nella attività jazzistica.

## Discografia
- La Coppa del Jazz
- Gil Cuppini Quintet
- Jazz in italy n°3
- 1963: Jazz Forms For Export (con Sergio Fanni, Dino Piana, Gianni Bedori, Jimmy Pratt)
- 1970: My Soul In Performances (Bentler, BE/JZ 4040)
- 1971: È Inutile Discutere (Bentler, BE/JZ 4041)
- 1972: L'impiccato (Bentler, BE/JZ 4042)
- Don't Bother Me
- A Smooth Day
- L'estate Brucia La Malinconia
- Explosion
- I Feel Sexy
- 1977: Homo Sapiens? (Vedette, VPA 8334)
- Listen To Me
- Vicino A Te  CD
- Il Vangelo della domenica e le prediche di padre G. Bettoni con le musiche composte e realizzate da A. Fabiani e G.Buratti (cd a scopo benefico) CD
- Meditation on swinging mama  CD